# Piotr Żyła
Piotr Paweł Żyła, né le 16 janvier 1987 à Cieszyn, est un sauteur à ski polonais. Il fait partie de la première équipe polonaise championne du monde en 2017. Champion du monde su tremplin normal en 2021, il conserve son titre lors des mondiaux de 2023.

## Carrière
Il commence sa carrière dans le cirque blanc en 2003 dans des compétitions FIS et devient vice-champion du monde junior par équipes en 2005. Il fait ses débuts en Coupe du monde en janvier 2006 à Sapporo, où avec une 19e et une 20e place, il marque ses premiers points. Dans la foulée, il gagne sa première manche de Coupe continentale à Villach.
En 2007, il est sélectionné pour ses premiers championnats du monde à Sapporo, terminant cinquième par équipes. Au Grand Prix d'été 2007, il est classé pour la première fois dans le top dans une compétition avec l'élite, lorsqu'il prend la huitième place à Hakuba. Ses résultats dans la Coupe du monde ne suivent pas la même tendance, Zyla terminant au-delà du top vingt à chaque fois pendant deux saisons, pour être relégué totalement à la Coupe continentale pour la saison 2009-2010. Il est de nouveau intégré pour l'équipe de la Coupe du monde au cours de la saison 2010-2011, où il monte sur ses deux premiers podium en épreuve par équipes à Willingen et Lahti. Aux Championnats du monde 2011, il est quatrième et cinquième dans les compétitions par équipes, ainsi que 19e et 21e en individuel. À l'été 2011, il s'illustre individuellement montant sur deux podiums sur le Grand Prix à Hakuba. Sur la deuxième étape de la Coupe du monde 2011-2012, il passe la barre du top dix, terminant septième à Lillehammer. Il bondit aussi au classement général final du 54e rang en 2011 au 19e cet hiver.
Son entame de la saison 2012-2013 est plus difficile, se retrouvant plusieurs fois hors du top trente, avant de resurgir à son lieu d'entraînement, au tremplin de Wisła, au mois de janvier, avec une sixième place.
Il remporte sa première victoire (aussi son premier podium individuel) en Coupe du monde le 17 mars 2013 à Oslo (Norvège) à égalité avec Gregor Schlierenzauer après avoir été médaillé de bronze aux Mondiaux de Val di Fiemme par équipes avec Maciej Kot, Dawid Kubacki et Kamil Stoch un mois auparavant, même s'il est au mieux 19e en individuel. Il finit l'hiver avec une troisième et une cinquième place à Planica.
En fin d'année 2013, il se positionne trois fois dans le top dix en Coupe du monde, suffisant pour se qualifier pour les Jeux olympiques de Sotchi 2014, où il seulement 34e sur le grand tremplin et quatrième par équipes, devancé par les Japonais.
En 2014-2015, il est souvent placé autour de la dixième place en Coupe du monde, mais pas plus, de même aux Championnats du monde, où il neuvième au grand tremplin. Dans la compétition par équipes, il décroche encore la médaille de bronze, en compagnie de Klemens Muranka, Jan Ziobro et Kamil Stoch. 
Après un hiver 2015-2016 décevant pour lui (35e de la Coupe du monde), il est sur le retour lors de saison suivante, remportant l'épreuve par équipes à Klingenthal, puis obtenant un top dix à Engelberg.
Alors en bonne forme sur la Tournée des quatre tremplins, se classant deux fois septième et une fois sixième, il obtient un troisième podium individuel (quatre ans après son denrier) en Coupe du monde sur l'ultime étape à Bischofshofen, pour accéder à la deuxième marche du podium de la Tournée dominée par Kamil Stoch. Un mois plus tard, aux Mondiaux de Lahti, il gagne une médaille de bronze individuelle au grand tremplin et celle d'or avec ses coéquipiers au grand tremplin, pour ce qui constitue le premier titre polonais par équipes.
Aux Championnats du monde de vol à ski  2018, il obtient la médaille de bronze à l'épreuve par équipes, avant de se classer troisième à Willingen en Coupe du monde. Cependant, il n'obtient pas son ticket pour les Jeux olympiques de Pyeongchang.
Il revient sur le devant de la scène lors de la saison 2018-2019 de Coupe du monde, montant sur un total de sept podiums individuels, ce qui le mène au quatrième rang du classement général, soit pour la première fois dans le top dix. Aux Championnats du monde de Seefeld, il échoue pour la première fois depuis 2011 à remporter de médaille, terminant quatrième par équipes et au mieux 19e en individuel.
En novembre 2019, il est victime une lourde chute à Wisła, mais s'en sort qu'avec de légères blessures au visage. Le 16 février 2020, il gagne sa deuxième manche de Coupe du monde, sept ans après la première, au tremplin de vol à ski à Bad Mitterndorf avec une marge de seulement 0,3 points sur le jeune Slovène Timi Zajc. Il se classe alors troisième du classement spécifique de vol à ski cette saison, comme en 2019.
Aux Championnats du monde de vol à ski 2020, déplacés au mois de décembre, il gagne une nouvelle médaille de bronze par équipes et se retrouve septième en individuel. Il est aussi auteur de plusieurs podiums individuels cet hiver dont un sur la Tournée des quatre tremplins, dominée par les Polonais, à Garmisch-Partenkirchen.

## Palmarès

### Jeux olympiques
| Épreuve / Édition | Individuel     | Individuel     | Par équipes Grand tremplin |
| Épreuve / Édition | Petit tremplin | Grand tremplin | Par équipes Grand tremplin |
| JO 2014 Sotchi    | —              | 34e            | 4e                         |
| JO 2022 Pékin     | 21e            | 18e            | 6e                         |

Légende :
- : première place, médaille d'or
- : deuxième place, médaille d'argent
- : troisième place, médaille de bronze
- — : Piotr Żyła n'a pas participé à cette épreuve

### Championnats du monde
| Épreuve / Édition           | Individuel     | Individuel     | Par équipes                      | Par équipes    |
| Épreuve / Édition           | Petit tremplin | Grand tremplin | Petit tremplin                   | Grand tremplin |
| Mondiaux 2007 Sapporo       | 42e            | 35e            | Épreuve inexistante à cette date | 5e             |
| Mondiaux 2011 Oslo          | 19e            | 21e            | 4e                               | 5e             |
| Mondiaux 2013 Val di Fiemme | 23e            | 19e            | Épreuve inexistante à cette date | Bronze         |
| Mondiaux 2015 Falun         | 33e            | 9e             | Épreuve inexistante à cette date | Bronze         |
| Mondiaux 2017 Lahti         | 19e            | Bronze         | Épreuve inexistante à cette date | Or             |
| Mondiaux 2019 Seefeld       | 33e            | 19e            | Épreuve inexistante à cette date | 4e             |
| Mondiaux 2021 Oberstdorf    | Or             | 4e             | Épreuve inexistante à cette date | Bronze         |
| Mondiaux 2023 Planica       | Or             |                |                                  |                |

Légende :
- : première place, médaille d'or
- : deuxième place, médaille d'argent
- : troisième place, médaille de bronze
- — : Piotr Żyła n'a pas participé à cette épreuve

### Championnats du monde de vol à ski
| Épreuve / Édition | Oberstdorf 2008 | Vikersund 2012 | Oberstdorf 2018 | Planica 2020 | Vikersund 2022 |
| Individuel        | -               | 33e            | 17e             | 7e           | 15e            |
| Par équipes       | 10e             | 7e             | Bronze          | Bronze       | 5e             |

### Coupe du monde
- Meilleur classement général : 4e en 2019.
- 3e du classement du vol à ski en 2019 et 2020.
- 2e de la Tournée des quatre tremplins 2016-2017.
- 23 podiums individuels : 2 victoires, 7 deuxièmes places et 14 troisièmes places.
- 25 podiums par équipes : 6 victoires, 10 deuxièmes places et 9 troisièmes places.
- 1 podium en Super Team : 1 victoire.

#### Victoires individuelles
| Année     | Lieu                       |
| 2012-2013 | Oslo (Norvège)             |
| 2019-2020 | Bad Mitterndorf (Autriche) |

#### Différents classements en Coupe du monde
| Année     | Classement général final |
| 2005-2006 | 51e                      |
| 2006-2007 | 55e                      |
| 2008-2009 | 81e                      |
| 2010-2011 | 54e                      |
| 2011-2012 | 19e                      |
| 2012-2013 | 15e                      |
| 2013-2014 | 20e                      |
| 2014-2015 | 19e                      |
| 2015-2016 | 35e                      |
| 2016-2017 | 11e                      |
| 2017-2018 | 16e                      |
| 2018-2019 | 4e                       |
| 2019-2020 | 11e                      |
| 2020-2021 | 7e                       |
| 2021-2022 | 14e                      |
| 2022-2023 | 6e                       |

### Championnats du monde junior
| Épreuve / Édition | Rovaniemi 2005 |
| Individuel        | 14e            |
| Par équipes       | Argent         |

### Grand Prix
- 3e du classement général en 2018 et 2020.
- 14 podiums individuels, dont 1 victoire.
- 5 victoires par équipes.

Palmarès à l'issue de l'édition 2020

### Coupe continentale
- 4 victoires.